# Country Life
Country Life – czwarty album studyjny brytyjskiej grupy rockowej Roxy Music, wydany w 1974 roku nakładem Island Records (Wielka Brytania) i ATCO Records (Stany Zjednoczone).

## Lista utworów
Opracowano na podstawie materiału źródłowego.
Wydanie LP:
Strona A
| Nr | Tytuł utworu            | Muzyka                      | Długość |
| -- | ----------------------- | --------------------------- | ------- |
| 1. | „The Thrill of It All”  | Bryan Ferry                 | 6:24    |
| 2. | „Three and Nine”        | Bryan Ferry, Andy Mackay    | 4:04    |
| 3. | „All I Want Is You”     | Bryan Ferry                 | 2:53    |
| 4. | „Out of the Blue”       | Bryan Ferry, Phil Manzanera | 4:46    |
| 5. | „If It Takes All Night” | Bryan Ferry                 | 3:12    |
|    |                         |                             | 21:19   |

Strona B
| Nr | Tytuł utworu         | Muzyka                      | Długość |
| -- | -------------------- | --------------------------- | ------- |
| 1. | „Bitter-Sweet”       | Bryan Ferry, Andy Mackay    | 4:50    |
| 2. | „Triptych”           | Bryan Ferry                 | 3:09    |
| 3. | „Casanova”           | Bryan Ferry                 | 3:27    |
| 4. | „A Really Good Time” | Bryan Ferry                 | 3:45    |
| 5. | „Prairie Rose”       | Bryan Ferry, Phil Manzanera | 5:12    |
|    |                      |                             | 20:23   |

## Twórcy
Opracowano na podstawie materiału źródłowego.
Muzycy:
- Bryan Ferry – śpiew, keyboardy
- John Gustafson – gitara basowa
- Eddie Jobson – skrzypce, syntezator, keyboardy
- Andy Mackay – obój, saksofon
- Phil Manzanera – gitara elektryczna
- Paul Thompson – perkusja

Produkcja:
- John Punter – produkcja muzyczna, inżynieria dźwięku
- Roxy Music – produkcja muzyczna